# モバコレ
株式会社モバコレ（英: Mobacolle）は、株式会社ロコンドの子会社で、かつてファッション通販サイトの運営していた企業である。

## 概要
株式会社モバコレは、2006年2月に設立。当時は、DeNAが51％、千趣会が49％出資していた合弁会社であったが、DeNAが、事業に集中するため2010年11月に千趣会にモバコレの株式を譲渡して千趣会の完全子会社になった。
アパレルブランドとエヴァンゲリオンのコラボアイテムをたびたび販売。

2019年3月29日に千趣会からロコンドへ売却され（取得価額4億8800万円）完全子会社化。

同年6月1日にロコンドへ吸収合併され解散。

同年6月3日より通販サイト「モバコレ」は、「LOCONDO GIRL’S COLLECTION」（通称：ロココレ）へ改称した。

## モデル
- 小杉樹彦
- 平山咲季
- 加瀬舞
- 古澤未来
- いとくとら
- 平木愛美